# 꼬마비로드갯민숭달팽이

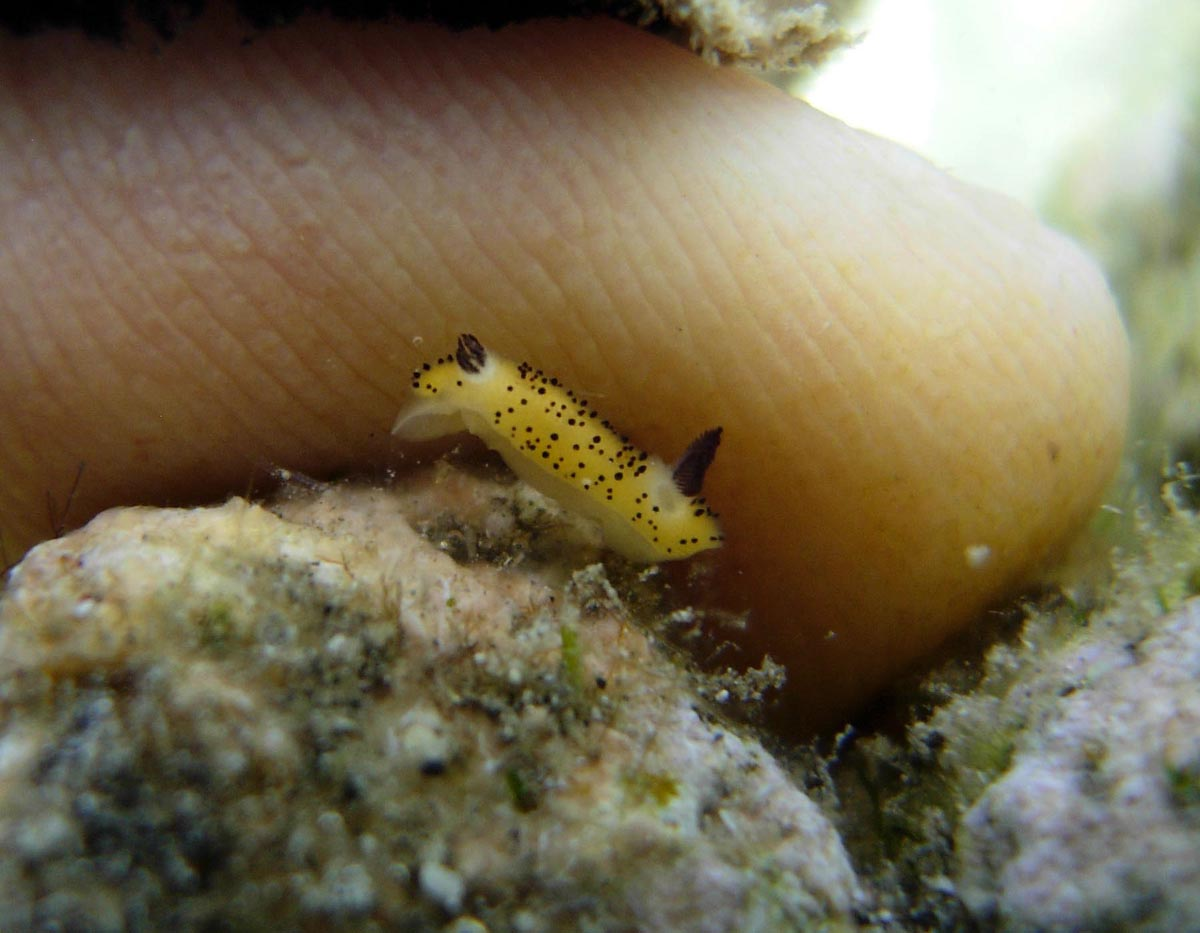

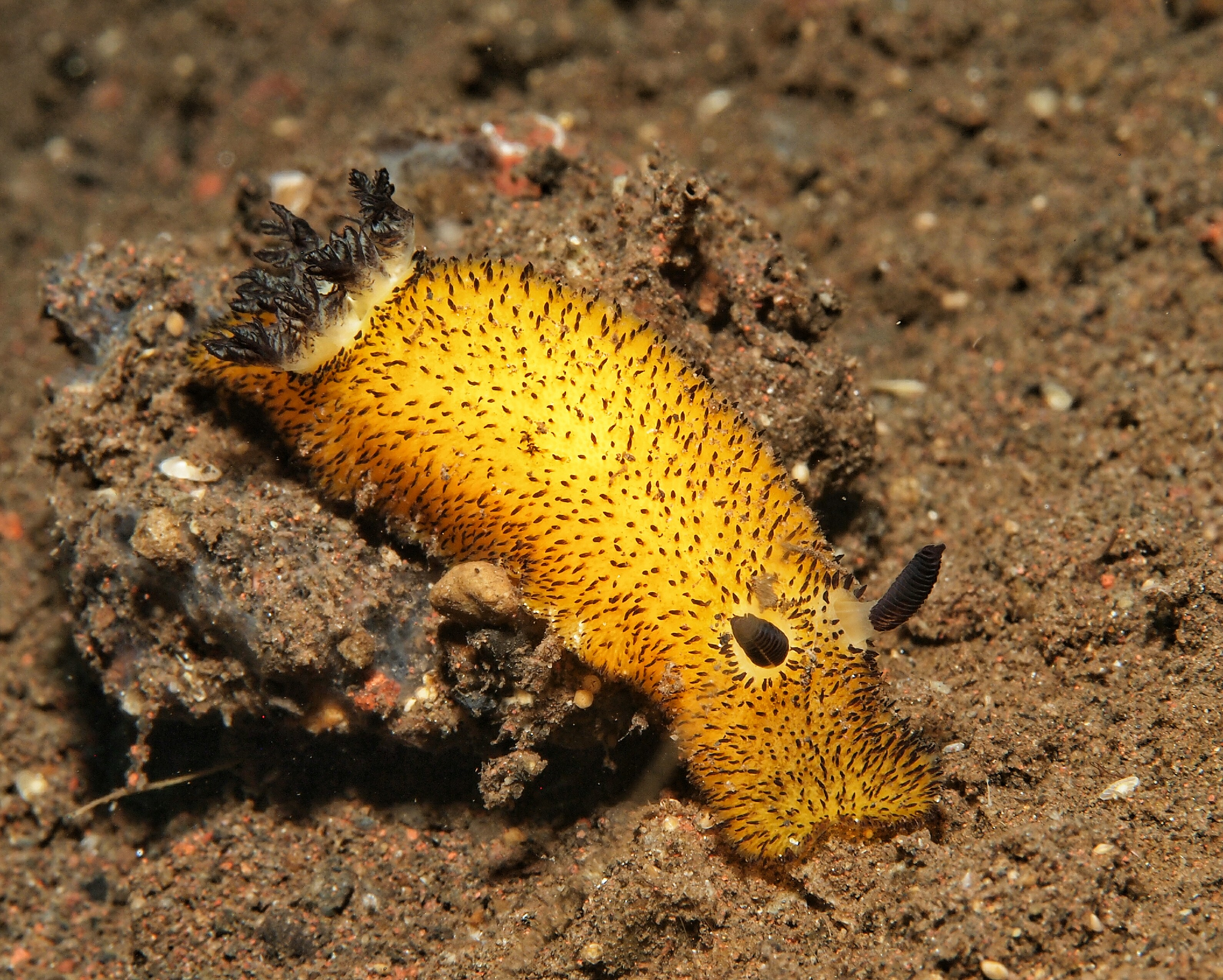

일반적으로 바다 토끼로 알려진 꼬마비로드갯민숭달팽이는 갯민숭달팽이류에 속하는 연체동물의 일종으로 바바 키쿠타로 박사에 의해 1938년도에 발견되었다. 토끼와 비슷한 생김새로 2015년 일본 전역에서 트위터에서 인기가 급증했다.

## 설명
한반도 해역에서 발견되는 만큼 꼬마비로드갯민숭달팽이라는 정식 국명이 있다. 이름의 비로드(veludo)는 포르투갈어로 벨벳을 뜻하며 신체의 질감이 마치 벨벳과 비슷하여 붙여진 이름이다.
몸길이는 평균 1cm 정도로 매우 작다. 작은 몸집을 지니고 있지만 체내에 독성 물질을 지니고 있기 때문에 천적으로부터 자신을 보호할 수 있다. 토끼 귀처럼 생긴 것은 후각돌기(Rhinophore)로 사람의 코와 비슷한 기관이다. 이 후각돌기는 주로 먹이를 찾을 때 사용한다. 또한 몸 전체의 돌기들은 화학물질을 감지할 때 쓰는 기관이다. 엉덩이 부분을 보면 꽃잎과 생김새가 비슷한 기관이 있는데, 이것은 갯민숭달팽이의 아가미이다.
흰색 이외에도 노란색, 파란색, 초록색 개체들도 있는데, 이 개체군들을 기존의 흰색 개체군과 다른 종으로 분류해야 되는지 논란이 있다.
수명은 약 1년으로 짧은 편이다. 이 때문에 기회가 있을 때마다 짝짓기를 시도한다. 대부분의 복족류 종들과 마찬가지로 자웅동체이다.
대부분의 근연종들이 먹는 먹이로부터 독성 물질을 얻듯이 꼬마비로드갯민숭달팽이 또한 주로 섭취하는 해면에서 독소를 훔쳐서 방어 메커니즘으로 활용한다. 얻은 독소를 피부와 막대 안에 저장하여 해면을 형성한다. 위협을 느낄 때는 잠재적인 포식자를 쏘는 침을 흘리는 세포를 배출한다. 이 해면에는 암 치료에 사용할 수 있는 독소가 포함되어 있다. 먹이의 큰 비중을 차지하는 해면은 실제로 과학적 연구의 대상이 된다.

## 분포
일본의 기이국(현재의 와카야마현과 미에현 남부에 해당)에서 발견되었다. 대한민국, 필리핀과 같은 태평양 쪽의 온난한 바다에 서식하며, 인도양 쪽의 탄자니아, 세이셸 등지에서도 서식하는 것으로 보인다. 먹이가 풍부하고 자원을 쉽게 확보할 수 있는 지역에 집중되어 있다. 종종 물에 잠긴 초목에 매달리고 대부분의 시간을 열대 해수 바닥에서 보낸다.

## 참고 문헌
1. ↑  Baba, K. (1938) Opisthobranchia of Kii, Middle Japan. Journal of the Dept of Agriculture, Kyushu Imperial University, 6(1): 1–19.
2. ↑  Bouchet, P. (2010). Jorunna parva (Baba, 1938). World Register of Marine Species.
3. ↑  Kearns, Landess (2015년 7월 15일). “Fluffy Bunny Sea Slugs Make Us Want To Cuddle Them”. 《Huffington Post》.
4. ↑  Dr. M (2015년 7월 19일). “The Science of Sea Bunnies: You'll Never Believe The Top Ten List We Created To Get You To Visit Our Website.”. 《Deep Sea News》. 2017년 11월 30일에 확인함.
5. 1 2  Badore, Margaret (2015년 7월 20일). “The adorable science behind the "sea bunny"”. 《Treehugger.com》. 2017년 11월 30일에 확인함.
6. 1 2  “Meet the Adorable "Sea Bunny" Taking Over the Internet”. 《National Geographic News》. 2015년 7월 23일. 2015년 7월 25일에 원본 문서에서 보존된 문서. 2019년 4월 13일에 확인함.
7. ↑  Lasit, Trinity (2023년 12월 18일). “The different Sea Slugs in the World”.
8. ↑  Rudman, W.B., 2000 (July 4) Jorunna parva? (Baba, 1938). [In] Sea Slug Forum. Australian Museum, Sydney.
9. ↑  M, Dr (2015년 7월 19일). “The Science of Sea Bunnies: You'll Never Believe The Top Ten List We Created To Get You To Visit Our Website.”. 《Deep Sea News》 (미국 영어). 2019년 4월 13일에 확인함.
10. ↑  “Sea Slug | Encyclopedia.com”. 《www.encyclopedia.com》. 2019년 4월 13일에 확인함.

- Camacho-García Y.E. & Gosliner T.M. (2008). Systematic revision of Jorunna Bergh, 1876 (Nudibranchia: Discodorididae) with a morphological phylogenetic analysis. Journal of Molluscan Studies 74: 143–181